# Флојд Ландис
Флојд Ландис (енгл. Floyd Landis; 14. октобар 1975) је бивши амерички професионални бициклиста у периоду од 1999. до 2010. године. Пре тога, Ландис је возио моунтајн бајк и био је 1993. године национални шампион за возаче до 23 године. Највећи успех у каријери остварио је 2006. када је освојио Тур де Франс, али му је победа одузета након позитивног допинг теста и приписата је Оскару Переиру.

## Детињство и аматерска каријера
Флојд је друго дете Пола и Арлене Ландис, одрастао је у Фармесвилу. Ландис је бицикл у почетку користио само кад је ишао са другом на пецање, а ускоро је почео да ужива у вожњи и одлучио је да учествује у локалној трци, на којој се појавио у доњем делу тренерке јер му религија није дозвољавала да обуче шортс . Ландис је победио у тој трци и наставио је да се такмичи на локалним тркама. Његовом оцу се није свиђало што му се син бави бициклизмом и покушавао је да га обесхрабри давајући му додатне послове да ради, тако да Ландис није имао времена да тренира преко дана и искрадао се ноћу да би тренирао. Ландисов отац је примио дојаву да му се син искрада ноћу, а пошто није ценио његову страст за бициклизмом, мислио је да користи дрогу или алкохол. Често га је пратио, да би се уверио да неће упасти у неку невољу. Његов отац је касније постао један од највећих Ландисових фанова.
Каријеру је почео у моунтајн бајку, 1993. је освојио национално првенство у моунтајн бајку за јуниоре. Са 20 година преселеио се у Јужну Калифорнију.

## Професионална каријера
Ландис је прешао у друмски бициклизам и почео професионалну каријеру 1999. у тиму Меркур. Прве сезоне остварио је једну победу и освојио је треће место на трци Тур Авенир. 2000. освојио је трку у Француској Пуату—Шаренте. Током прве две године, био је доста приметан и Ленс Армстронг га је довео код себе, у тим Ју ес постал и изабрао га је да вози са њим на три Тур де Франса заредом, од 2002. до 2004. Армстронг је освојио сва три. Ландис је прве сезоне у тиму освојио етапу на трци Тирено—Адриатико и друго место на Критеријуму Дофине Либере. На нову победу је чекао до 2004. кад је освојио трку у Португалу, Волта Алгарве, уз једну етапну победу. На Тур де Франсу 2004. Ландис је био први помоћник Армстронгу, током етапе 17, захваљујући Ландису, неки од Армстронгових ривала су посустали током задњег успона, а о Ландису су већ писали као о новом лидеру тиму. Ипак, на крају сезоне, прешао је у тим Фонак.
Године 2005, завршио је трећи на Туру Грузије и девети на Тур де Франсу, што му је био најбољи дотадашњи резултат.
Године 2006, Ландис освојио је Тур Џорџије, Калифорније и Париз—Ницу, након чега је био лидер у UCI рангирању. Тур де Франсу је возио са болом због повреде, који је описао као ужасан, "кост се трља о кост".. Упркос боловима, Ландис је освојио Тур де Франс и победу је назвао "тријумф упорности", због јаких болова које је трпио. 27. септембра 2006. објавио је да му је кук успешно замењен металним.

## Допинг
Дана 27. јула 2006. тим Фонак је објавио да је Ландис био позитиван на допинг тесту, имао је висок ниво тстостерона током етапе 17. Ландис је одбацио то, истакавши да се нада негативном резултату на Б узорку. Али и он је био позитиван и Ландис отпуштен из тима Фонак. Почетком августа, светска антидопинг агенција је прогласила Ландиса кривим за допинг, а светска бициклистичка федерација (UCI) одузела му је победу на Тур де Франсу и она је припала другопласираном Оскару Переиру. 20. септембра 2007. Ландис је проглашен кривим за допинг пред званичним комитетом и суспендован је на две године, ретроактивно од 1. јануара 2007. Ландис се на одлуку жалио суду за спортску арбиражу и саслушање је било од 19. до 24. марта 2008. у Њујорку. Пресуда је донета 30. јуна 2008. где је само потврђено да је крив и суспензија остаје на снази.

## Повратак бициклизму
Након истека суспензије, 2009. године, вратио се вожњи у малом тиму Максис, са којим је учествовао на Туру Калифорније и завршио га је на 23 месту. Напустио је тим на крају сезоне, истичући да жели да вози вози веће трке у Европи. На почетку 2010. прешао је у Бахати тим, али након што је признао да се допинговао и оптужио бројне бивше америчке возаче, тим Бахати је почео да се распада. Ландис је у јулу 2010. возио класик у Орегону као самостални возач.
У наредних неколико месеци није успио да пронађе тим и завршио је каријеру у јануару 2011.

## Приватни живот
У јулу 2011. Ландис је дао интервју Грахаму Бесингеру, у којем је описао свој план и тренинг за такмичење у НАСКАР-у. У априлу 2012. откривено је да се федерални тужиоци воде истрагу против Ландиса због телеграфских и мејл превара, почињених док се Ландис бранио од оптужби за допинг 2007. У августу 2012. Ландис је признао преваре и одређено му је да плати 478 000 долара у рестаурације.
Године 2016. покренуо је фабрику канабиса у Колораду..